# Carnival Elation
Die Carnival Elation (dt. Begeisterung) ist ein Kreuzfahrtschiff der Carnival Cruise Line, das im März 1998 als Elation in Dienst gestellt wurde. Als die Reederei im Jahr 2007 die Namen der Schiffe vereinheitlichte, wurde sie in Carnival Elation umbenannt. Das Schiff wird der Fantasy-Klasse zugeordnet, unterscheidet sich vom Typschiff Carnival Fantasy jedoch grundlegend durch sein Antriebssystem.

## Geschichte

### Bau und Indienststellung
Die Carnival Elation wurde 1997 als siebtes und vorletztes Kreuzfahrtschiff der Fantasy-Klasse mit der Baunummer 491 bei der finnischen Werft Kvaerner Masa Yards AB in Helsinki auf Kiel gelegt. Mitte März 1998 konnte sie an die Reederei übergeben werden. Die Schiffstaufe vollzog Shari Arison, die Tochter des Reederei-Gründers Ted Arison.

### Einsatz
Am 20. März 1998 lief die Elation zu ihrer ersten Kreuzfahrt aus. Sie war das erste Schiff der Reederei, das an der US-amerikanischen Westküste beheimatet war und von Los Angeles zu Kreuzfahrten entlang der mexikanischen Küste auslief. Nachdem die Carnival Elation in San Diego stationiert war, soll sie ab Mai 2010 vom Heimathafen Mobile (Alabama) Ziele in der Karibik anlaufen. Im Rahmen des Programms „Evolution of Fun“ wurde die Carnival Elation 2009 umfassend modernisiert.

### Zwischenfälle
- Ende Oktober 2002 musste eine Kreuzfahrt wegen Problemen mit dem Antriebssystem abgesagt werden. Das Schiff wurde kurzfristig in ein Trockendock gebracht.[5]
- Während einer Karibik-Kreuzfahrt im Juni 2005 trieb das Schiff nach einem Ausfall der Maschinenanlage etwa eine Stunde manövrierunfähig auf See.[5]

## Maschinenanlage und Antrieb

### Energieversorgung
Die Carnival Elation ist mit einer dieselelektrischen Maschinenanlage ausgerüstet, die das gesamte Schiff mit elektrischer Energie versorgt. Im Gegensatz zu den zuvor gebauten Schiffen der Fantasy-Klasse sind in den beiden räumlich getrennten Maschinenräumen sechs baugleiche 12-Zylinder-Dieselmotoren des Typs Wärtsilä 12V38 installiert. Sie treiben Synchrongeneratoren an, die eine elektrische Leistung von jeweils 11.000 kVA in das Hochspannungs-Bordnetz (3-Phasen-Wechselstrom, 6,6 kV, 60 Hz) einspeisen.

### Antrieb
Die Carnival Elation war das erste Kreuzfahrtschiff weltweit, das mit Propellergondeln anstelle eines konventionellen Antriebs mit Wellenanlage, Propeller und Ruder ausgestattet wurde. Zuvor war dieses System fast ausschließlich in Spezialschiffen wie Hafenschleppern und ähnlichen Wasserfahrzeugen zum Einsatz gekommen.
Der Antrieb der Carnival Elation wurde von ABB Marine und der Werft Kvaerner Masa Yards AB entwickelt. Das System besteht aus zwei im Heck eingebauten, um 360° drehbaren Propellergondeln des Typs ABB „Azipod“. In jeder Gondel befindet sich ein 3-Phasen-Synchronmotor, der eine Leistung von 14 MW (ca. 19.040 PS) direkt auf einen in Fahrtrichtung nach vorn gerichteten 4-Blatt-Festpropeller (Zugpropeller) überträgt.
Neben einem besonders ruhigen Fahrverhalten und einem niedrigen Vibrationsniveau an Bord sorgte diese Antriebsart auch für eine höhere Effizienz und eine deutlich verbesserte Manövrierfähigkeit. So konnte der Wendekreis bei voller Fahrt im Vergleich zu den übrigen Schiffen der Fantasy-Klasse um ca. 30 % verringert werden.

## Kabinen und Bordeinrichtungen
Die Carnival Elation wurde von dem Schiffsarchitekten Joseph Farcus unter dem Leitsatz „Komponisten und Kompositionen“ entworfen. Die Grundrisse der Decks entsprechen weitgehend den anderen Schiffen der Fantasy-Klasse. Das Schiff bietet bei regulärer Auslastung Platz für 2.052 Passagiere in 1.026 Kabinen verschiedenster Kategorien. Davon sind 54 Suiten, von 564 Kabinen hat man Meerblick. Im Gegensatz zu den Schiffen modernerer Bauart sind die meisten Unterkünfte auf der Carnival Elation in dem großvolumigen Rumpf untergebracht. Restaurants und Unterhaltungsmöglichkeiten befinden sich in den vergleichsweise flachen Aufbauten. Lediglich 26 Balkonkabinen und acht Innenkabinen liegen auf dem „Verandah“-Deck.
Der Eingangsbereich der Carnival Elation mit dem sechsstöckigen Atrium liegt oberhalb der Unterkunftsbereiche auf dem „Empress“-Deck. Es ist unter anderem mit zwei Panorama-Aufzügen ausgestattet und wird von einer Glaskuppel auf der Höhe des Sonnendecks abgeschlossen. Die Hauptrestaurants befinden sich mittschiffs und im Heckbereich des „Atlantic“-Decks. Dazwischen befindet sich der Küchenbereich. Das Haupttheater („The Mikado“) im Bugbereich greift japanische Stilelemente auf und bietet auf zwei Ebenen Platz für mehr als 1.200 Zuschauer. Im hinteren Teil des Promenadendecks liegt der „Cole Porter Club“ mit einer weiteren Bühne. Darüber hinaus ist das Schiff mit diversen Bars, Lounges, einer Bibliothek sowie einem Spielkasino ausgestattet.
Der Wellness-Bereich auf dem „Sports“-Deck umfasst eine Fläche von ca. 11.000 Quadratmetern und bietet ein Fitness-Studio, Saunen und Massageräume. Im Rahmen der Modernisierung wurde auf der Carnival Elation auch ein „Serenity“-Bereich eingerichtet, der ausschließlich Erwachsenen vorbehalten ist.
Im Jahr 2017 wurde die Carnival Elation umfassend renoviert. Unter anderem erhielt die Carnival Eation einen Wasserpark, 38 neue Kabinen und 98 Kabinen wurden um Balkone erweitert.
Im Januar/Februar 2023 erhielt das Schiff während eines Werftanufenthaltes in Freeport, Bahamas, das neue Farbschema der Reederei. Anlass  ist das 50. Jubiläum der Reederei im Jahr 2022.